# Moorenweis
Moorenweis er en kommune i Landkreis Fürstenfeldbruck der ligger i den vestlige del af Regierungsbezirk Oberbayern i den tyske delstat Bayern.

## Geografi
Moorenweis ligger cirka 14 km vestsydvest for Fürstenfeldbruck. I kommunen ligger floden Maisachs kilder.
Moorenweis består af landsbyerne:
- Moorenweis med bebyggelserne Albertshofen, Brandenberg, Hohenzell og Windach.
- Dünzelbach med bebyggelserne Luidenhofen og Zell
- Eismerszell
- Grunertshofen
- Purk med bebyggelserne Langwied og Römertshofen
- Steinbach

I Purk ligger et voldsted fra den tidlige middelalder.